# Militärflugplatz Taszár

i7
i11
i13
Der Militärflugplatz Taszár (ungarisch MH Kapos Bázisrepülőtér, ICAO-Code: LHTA) war ein ungarischer Militärflugplatz der ungarischen Luftstreitkräfte. Das Areal liegt im Komitat Somogy 10 km östlich Kaposvárs am nordöstlichen Ortsrand von Taszár, zirka 180 km südwestlich von Budapest.
Das Areal entstand Ende der 1920er zunächst offiziell als ziviler Flugplatz, da Ungarn analog Deutschlands und Österreichs in Folge des verlorenen Ersten Weltkriegs keine Luftstreitkräfte unterhalten durfte. Man begann auch in Ungarn heimlich mit dem Aufbau einer Luftwaffe und nachdem in den 1930er Jahren die Tarnung gefallen war, wurde Taszár, mitunter auch als Kaposvár bezeichnet, offiziell zu einem Militärflugplatz. Im letzten Kriegswinter des Zweiten Weltkriegs wurde er 1944/45 auch von der deutschen Luftwaffe mitgenutzt, unter anderem Teilen der Nahaufklärungsgruppe 12 (NAGr. 12).
Der Platz war später während des Kalten Kriegs Heimatstützpunkt des 31. ungarischen Jagdfliegerregiments, 31. 'Kapos' Harcászati Repülo Ezred (31.HRE), und diente zuletzt während der Balkankriege der 1990er Jahre und der ersten Nachkriegsjahre als Basis des US-Militärs. Er war seinerzeit der erste NATO-Stützpunkt überhaupt auf dem ehemaligen Territorium des Warschauer Pakts.
Zurzeit wird der Flugplatz nicht aktiv genutzt.